# Namafelis minor
Il namafelide (Namafelis minor) è un mammifero carnivoro estinto, appartenente ai felidi. Visse nel Miocene inferiore (circa 17 milioni di anni fa) e i suoi resti fossili sono stati ritrovati in Namibia.

## Descrizione
Questo animale è conosciuto solo per alcuni resti fossili frammentari, che includono parti del cranio e della dentatura. L'aspetto doveva essere piuttosto simile a quello di un gatto selvatico attuale, e le dimensioni erano paragonabili a quelle di una lince. Il cranio era insolitamente corto, soprattutto in relazione a quello di altri felidi del periodo (come Styriofelis), e lo spazio che separava i canini dai premolari (diastema) era ridotto, come nei felidi odierni. I canini erano a sezione conica e la mandibola corta e alta. Il primo molare inferiore possedeva un talonide insolitamente ben sviluppato, simile a quello dello ienide cacciatore Chasmaporthetes e del felide nordamericano Pratifelis.

## Classificazione
Namafelis minor è noto per fossili ritrovati nel sito di Arrisdrift, in Namibia, ed è stato descritto per la prima volta nel 1998. Inizialmente i fossili vennero attribuiti al genere Diamantofelis, che comprendeva un'altra specie ritrovata nel giacimento, ma di dimensioni maggiori (D. ferox, della taglia di un puma); nel 2003 un nuovo studio permise di riconoscere Diamantofelis minor come un genere a sé stante, Namafelis. Namafelis e Diamantofelis possiedono alcune caratteristiche insolite, soprattutto per dei felidi risalenti al Miocene inferiore: il cranio corto e il diastema molto breve li avvicinano molto ai felini e ai panterini di tipo odierno, e li differenziano notevolmente rispetto agli altri felidi del Miocene inferiore e medio (come Styriofelis e Pseudaelurus). D'altra parte, alcune caratteristiche della dentatura come la forma e il numero di cuspidi sui molari avvicinano Namafelis alla specie Styriofelis lorteti.
I resti di Namafelis, Diamantofelis e di altre forme africane enigmatiche, come Asilifelis e Katifelis, complica il quadro dell'evoluzione dei felidi di tipo moderno, che potrebbero aver avuto quindi un'origine africana anziché eurasiatica. La frammentarietà dei resti, in ogni caso, non permette una classificazione chiara, e Namafelis (come anche Diamantofelis) potrebbe essere una forma aberrante di barbourofelidi (una famiglia di carnivori affini ai felidi, dotati di lunghi canini compressi lateralmente), dai canini conici.

## Paleoecologia
Si suppone che Namafelis fosse un predatore di piccole prede, forse adatto a tendere agguati e a inseguire per brevi tratti. È possibile che fosse una forma arboricola, come anche l'analogo Styriofelis dell'Europa.